# La Belle Ferronière
La belle ferronière es el título con que se denomina a un retrato del Renacimiento: hoy en el Museo del Louvre, posiblemente de la misma modelo que otro en el Museo Czartoryski de Cracovia, ambos atribuidos al pintor italiano Leonardo da Vinci. Este Retrato de una mujer desconocida o Retrato de dama del Museo del Louvre fue pintado hacia 1490-95, y se reputa posterior a La dama del armiño de Cracovia. Es un óleo sobre tabla que mide 63 cm de alto y 45 cm de ancho.

## Autoría
Aunque actualmente la crítica atribuye, de forma generalizada, la pintura a Leonardo, 
Bernardino de Conti puede quizás haber sido el autor del retrato. También le fue atribuido a Boltraffio.

## Origen del título
"La Belle Ferronière" fue una de las amantes del rey Francisco I de Francia. Era una burguesa de París, y recibiría su nombre de la profesión de su marido, ferronnier (ferretero, persona que comercia con hierro), o simplemente del nombre de su marido, llamado Ferron. Este hombre fingió tolerar la conducta de su mujer, pero secretamente ideó una forma odiosa de deshacerse de ella y su amante real, contrayendo la sífilis. Ella murió pronto y Francisco I no se curó jamás. 
La dama de esta obra de Da Vinci usa esa joya, lo cual dio lugar a un error de catalogación a finales del siglo XVIII. En realidad, se ignora quién es la retratada. Tradicionalmente se la ha identificado con Isabel de Este, Beatriz de Este o incluso con Isabel Gonzaga o una de las muchas amantes de Ludovico Sforza, como Lucrezia Crivelli, de la que Leonardo hizo un retrato, según consta en el ''Códice Atlántico (f. 167 vto.); puede que represente a Cecilia Gallerani, amante del Moro, en una edad más avanzada respecto a las facciones juveniles que presenta en la Dama del armiño.
Está documentado en las colecciones reales francesas en Fontainebleau en 1642, lo que hace suponer, aunque no está confirmado, que fue adquirido ya en tiempos de Luis XII o Francisco I.

## Análisis de la obra
La obra fue realizada durante los años de la estancia en Milán del artista, y refleja el intenso estudio de óptica de aquel período, evidente en el bellísimo detalle de la reverberación del vestido rojo en la mejilla del enigmático rostro. El modelado de las carnaciones se consigue gracias al juego de luces y sombras.
Esta hermosa mujer parece estar en la flor de la juventud. Tiene un listón en la frente al igual que La dama del armiño, y porta un peinado similar a esta última; su pelo es liso y cubre las orejas y la parte lateral de la cara, aunque el análisis de la obra a través de rayos X ha permitido comprobar que el pelo quedaba más arriba, de forma que se veía la parte inferior de la oreja izquierda de la retratada.
Está representada en un busto de tres cuartos. A juzgar por la posición que se puede ver en sus brazos, tiene las manos cogidas entre sí. Gira levemente inclinando su cabeza hacia el espectador, signo de inocencia y curiosidad.
Aunque permanece callada, no está del todo seria. Sus ojos muestran gran viveza y la mirada resulta penetrante.
Su vestido es rojo y tiene pequeños moños y listones grises y transparentes. La riqueza del tejido del vestido es una indicación del elevado estatus social de la retratada. Porta un listón en forma de collar en su cuello.
Son muchas las características que tiene en común este retrato con La dama del armiño.
Inclusive, el fondo es oscuro en las dos obras, pero Leonardo aún no experimenta con el esfumado en estos momentos, una de las razones por la cual este retrato no es tan famoso como La Gioconda.

## Aspecto cultural
Esta mujer dio su nombre (ferronnière) a una joya que consistía en una cinta o cadena que rodea la cabeza, inmovilizando el cabello, y que se cierra sobre la frente con un camafeo o una piedra preciosa. Este adorno se puso de moda entre las mujeres de Francia e Italia del siglo XVI, usándose para ocultar lesiones sifilíticas.